# Anisozyga fascinans
Anisozyga fascinans är en fjärilsart som beskrevs av Lucas 1894. Anisozyga fascinans ingår i släktet Anisozyga och familjen mätare. Inga underarter finns listade i Catalogue of Life.